# قره-تئیت
قره-تئیت (انگلیسی: Kara-Teyit) یک منطقه مسکونی در قرقیزستان است که در استان اوش و در شهرستان چنگ‌آلای واقع شده است.

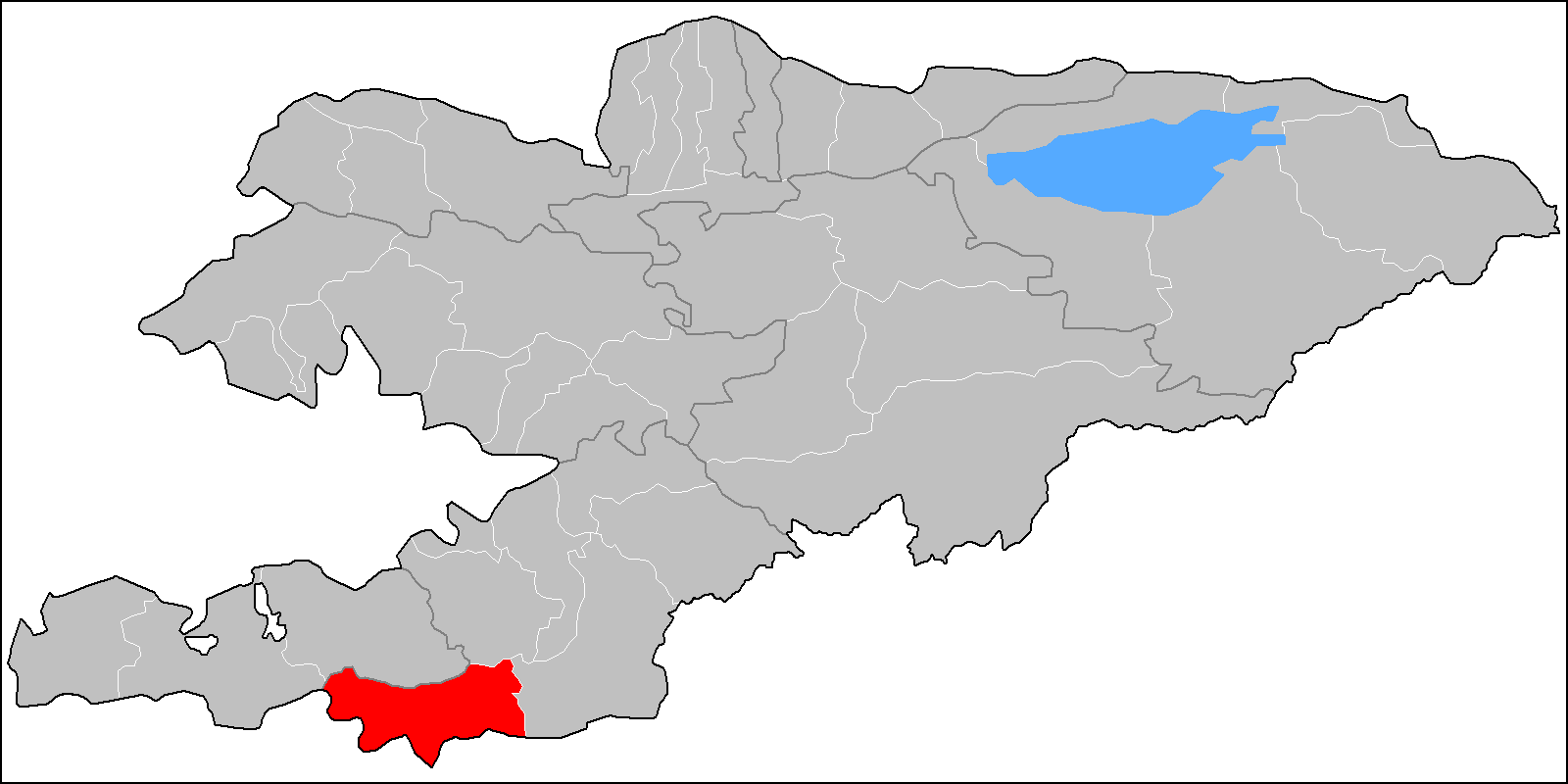
شهرستان چنگ‌آلای.